# Paulo Roberto Falcão
För fotbollsspelaren född 1977, se Alessandro Rosa Vieira.
Paulo Roberto Falcão, född 16 oktober 1953, är en brasiliansk före detta professionell fotbollsspelare och numare tränare som under den aktiva karriären spelade 28 landskamper och gjorde 6 mål för brasilianska landslaget mellan 1976 och 1986.

## Biografi
Falcão var central mittfältare till positionen och var en av Brasiliens bästa spelare under slutet av 1970-talet och början av 1980-talet. Han var en stor profil i VM 1982, där han gjorde tre mål. Falcão var även med i VM-truppen 1986, men fick då bara göra två inhopp.
Den professionella karriären inleddes i Porto Alegre-klubben Internacional, där han spelade 1973–1980. Med Internacional blev Falcão brasiliansk mästare tre gånger (1975, 1976 och 1979). Under fem säsonger i italienska Roma, 1980–1985, blev han en mycket omtyckt spelare bland Romas anhängare. Största framgångarna i Roma var ligasegern 1983 och finalplatsen i Europacupen påföljande år. 1985 återvände Falcão till Brasilien, där han spelade i São Paulo fram till 1986.